# Station Épouville
Station Épouville is een spoorwegstation in de Franse gemeente Épouville.